# Archidendron ramiflorum
Archidendron ramiflorum là một loài thực vật có hoa trong họ Đậu. Loài này được (F.Muell.) Kosterm. miêu tả khoa học đầu tiên.